# Fußball-Weltmeisterschaft der Frauen 2007/Gruppe D
Resultate der Gruppe D der Fußball-Weltmeisterschaft der Frauen 2007:
| Pl. | Land       | Sp. | S | U | N | Tore    | Diff. | Punkte |
| --- | ---------- | --- | - | - | - | ------- | ----- | ------ |
| 1.  | Brasilien  | 3   | 3 | 0 | 0 | 010:000 | +10   | 09     |
| 2.  | China      | 3   | 2 | 0 | 1 | 005:600 | −1    | 06     |
| 3.  | Dänemark   | 3   | 1 | 0 | 2 | 004:400 | ±0    | 03     |
| 4.  | Neuseeland | 3   | 0 | 0 | 3 | 000:900 | −9    | 0      |

## Neuseeland – Brasilien 0:5 (0:1)
| Neuseeland                                                                    | Neuseeland | Brasilien | Brasilien |
| ----------------------------------------------------------------------------- | --- | --- | --------- |
| Neuseeland                                                                    | \| 12. September 2007 um 11:00 Uhr (MESZ) in Wuhan (Wuhan-Sports-Center-Stadion) \| \| Zuschauer: 33.500 \| \| Schiedsrichterin: Pannipar Kamnueng ( Thailand) \|                                                                                    | \| 12. September 2007 um 11:00 Uhr (MESZ) in Wuhan (Wuhan-Sports-Center-Stadion) \| \| Zuschauer: 33.500 \| \| Schiedsrichterin: Pannipar Kamnueng ( Thailand) \|            | Brasilien |
| Neuseeland                                                                    | Jenny Bindon – Ria Percival, Katie Hoyle (66. Priscilla Duncan), Abby Erceg, Rebecca Smith , Hayley Moorwood, Wendi Henderson (46. Rebecca Tegg), Ali Riley, Maia Jackman, Emma Humphries (72. Zoe Thompson), Emily McColl Cheftrainer: John Herdman | Andréia Suntaque – Aline , Tânia Maranhão, Renata Costa, Daniela, Formiga, Maycon (78. Rosana), Marta, Cristiane (84. Pretinha), Simone, Esther Cheftrainer: Jorge Barcellos | Brasilien |
| Neuseeland                                                                    | 0:1 Daniela (10.) 0:2 Cristiane (54.) 0:3 Marta (74.) 0:4 Renata Costa (86.) 0:5 Marta (90.+3') | | Brasilien |
| Neuseeland                                                                    | Ria Percival | | Brasilien |
| 12. September 2007 um 11:00 Uhr (MESZ) in Wuhan (Wuhan-Sports-Center-Stadion) | | |           |
| Zuschauer: 33.500                                                             | | |           |
| Schiedsrichterin: Pannipar Kamnueng ( Thailand)                               | | |           |

## China – Dänemark 3:2 (1:0)
| China                                                                         | China | Dänemark | Dänemark |
| ----------------------------------------------------------------------------- | --- | --- | -------- |
| China                                                                         | \| 12. September 2007 um 14:00 Uhr (MESZ) in Wuhan (Wuhan-Sports-Center-Stadion) \| \| Zuschauer: 50.800 \| \| Schiedsrichterin: Dianne Ferreira-James ( Guyana) \|                                       | \| 12. September 2007 um 14:00 Uhr (MESZ) in Wuhan (Wuhan-Sports-Center-Stadion) \| \| Zuschauer: 50.800 \| \| Schiedsrichterin: Dianne Ferreira-James ( Guyana) \| | Dänemark |
| China                                                                         | Han Wenxia – Li Jie (93. Liu Yali), Wang Kun, Xie Caixia, Bi Yan, Pan Lina, Han Duan, Ma Xiaoxu, Pu Wei, Qu Feifei (58. Song Xiaoli), Zhou Gaoping (68. Zhang Ying) Cheftrainerin: Marika Domanski-Lyfors | Heidi Johansen – Mia Olsen, Katrine Pedersen , Gitte Andersen, Bettina Falk, Catherine Paaske Sørensen, Julie Rydahl Bukh, Maiken With Pape, Anne Dot Eggers Nielsen, Johanna Rasmussen (75. Merete Pedersen), Mariann Knudsen (75. Stine Kjær Dimun) Cheftrainer: Kenneth Heiner-Møller | Dänemark |
| China                                                                         | 1:0 Li Jie (31.) 2:0 Bi Yan (50.) 3:2 Song Xiaoli (88.) | 2:1 Anne Dot Eggers Nielsen (51.) 2:2 Catherine Paaske Sørensen (87.) | Dänemark |
| China                                                                         | Catherine Paaske Sørensen, Maiken With Pape | | Dänemark |
| 12. September 2007 um 14:00 Uhr (MESZ) in Wuhan (Wuhan-Sports-Center-Stadion) | | |          |
| Zuschauer: 50.800                                                             | | |          |
| Schiedsrichterin: Dianne Ferreira-James ( Guyana)                             | | |          |

## Dänemark – Neuseeland 2:0 (0:0)
| Dänemark                                                                      | Dänemark | Neuseeland | Neuseeland |
| ----------------------------------------------------------------------------- | --- | --- | ---------- |
| Dänemark                                                                      | \| 15. September 2007 um 11:00 Uhr (MESZ) in Wuhan (Wuhan-Sports-Center-Stadion) \| \| Schiedsrichterin: Mayumi Oiwa ( Japan) \| | \| 15. September 2007 um 11:00 Uhr (MESZ) in Wuhan (Wuhan-Sports-Center-Stadion) \| \| Schiedsrichterin: Mayumi Oiwa ( Japan) \| | Neuseeland |
| Dänemark                                                                      | Heidi Johansen – Mia Olsen, Katrine Pedersen , Gitte Andersen, Bettina Falk, Catherine Paaske Sørensen (86. Janne Madsen), Julie Rydahl Bukh, Anne Dot Eggers Nielsen, Merete Pedersen, Johanna Rasmussen (72. Camilla Sand Andersen), Mariann Knudsen (46. Maiken With Pape) Cheftrainer: Kenneth Heiner-Møller | Jenny Bindon – Ria Percival (70. Emma Humphries), Abby Erceg, Rebecca Smith , Hayley Moorwood (87. Annalie Longo), Wendi Henderson (64. Rebecca Tegg), Marlies Oostdam, Ali Riley, Maia Jackman, Priscilla Duncan, Emily McColl Cheftrainer: John Herdman | Neuseeland |
| Dänemark                                                                      | 1:0 Katherine Pedersen (63.) 2:0 Catherine Paaske Sørensen (64.) | | Neuseeland |
| Dänemark                                                                      | Jenny Bindon, Abby Erceg, Maia Jackman | | Neuseeland |
| 15. September 2007 um 11:00 Uhr (MESZ) in Wuhan (Wuhan-Sports-Center-Stadion) | | |            |
| Schiedsrichterin: Mayumi Oiwa ( Japan)                                        | | |            |

## Brasilien – China 4:0 (1:0)
| Brasilien                                                                    | Brasilien | China | China |
| ---------------------------------------------------------------------------- | --- | --- | ----- |
| Brasilien                                                                    | \| 15. September 2007 um 14:00 Uhr (MESZ) in Hangzhou (Hangzhou-Dragon-Stadion) \| \| Zuschauer: 54.000 \| \| Schiedsrichterin: Jennifer Bennett ( USA) \|                            | \| 15. September 2007 um 14:00 Uhr (MESZ) in Hangzhou (Hangzhou-Dragon-Stadion) \| \| Zuschauer: 54.000 \| \| Schiedsrichterin: Jennifer Bennett ( USA) \|                                              | China |
| Brasilien                                                                    | Andréia Suntaque – Elaine, Aline , Tânia Maranhão, Renata Costa, Daniela (79. Rosana), Formiga (89. Simone), Maycon, Marta, Cristiane (85. Kátia), Ester Cheftrainer: Jorge Barcellos | Han Wenxia – Li Jie, Wang Kun, Song Xiaoli, Xie Caixia (67. Liu Sa), Bi Yan, Pan Lina (52. Zhang Tong), Han Duan , Ma Xiaoxu, Pu Wei, Liu Yali (57. Zhou Gaoping) Cheftrainerin: Marika Domanski-Lyfors | China |
| Brasilien                                                                    | 1:0 Marta (42.) 2:0 Cristiane (47.) 3:0 Cristiane (48.) 4:0 Marta (70.) | | China |
| Brasilien                                                                    | Aline, Daniela, Renata Costa | Pu Wei, Zhang Tong | China |
| Brasilien                                                                    | Besonderheiten: Erste Vorrundenniederlage der Chinesinnen bei einer WM. | | China |
| 15. September 2007 um 14:00 Uhr (MESZ) in Hangzhou (Hangzhou-Dragon-Stadion) | | |       |
| Zuschauer: 54.000                                                            | | |       |
| Schiedsrichterin: Jennifer Bennett ( USA)                                    | | |       |

## China – Neuseeland 2:0 (0:0)
| China                                                                              | China | Neuseeland | Neuseeland |
| ---------------------------------------------------------------------------------- | --- | --- | ---------- |
| China                                                                              | \| 20. September 2007 um 14:00 Uhr (MESZ) in Tianjin (Tianjin-Olympic-Center-Stadion) \| \| Zuschauer: 56.208 \| \| Schiedsrichterin: Dagmar Damková ( Tschechien) \|                                     | \| 20. September 2007 um 14:00 Uhr (MESZ) in Tianjin (Tianjin-Olympic-Center-Stadion) \| \| Zuschauer: 56.208 \| \| Schiedsrichterin: Dagmar Damková ( Tschechien) \|                                                                                    | Neuseeland |
| China                                                                              | Zhang Yanru – Li Jie, Wang Kun, Xie Caixia, Bi Yan, Pan Lina (60. Zhang Tong), Han Duan, Ma Xiaoxu, Pu Wei , Zhang Ouying (88. Liu Sa), Zhou Gaoping (65. Liu Yali) Cheftrainerin: Marika Domanski-Lyfors | Jenny Bindon – Ria Percival (73. Merisa Smith), Abby Erceg, Rebecca Smith , Hayley Moorwood, Wendi Henderson (62. Zoe Thompson), Marlies Oostdam, Ali Riley, Maia Jackman, Priscilla Duncan, Emily McColl (82. Simone Ferrara) Cheftrainer: John Herdman | Neuseeland |
| China                                                                              | 1:0 Li Jie (57.) 2:0 Xie Caixia (79.) | | Neuseeland |
| China                                                                              | Liu Yali | Priscilla Duncan, Hayley Moorwood | Neuseeland |
| China                                                                              | Besonderheiten: Neuseeland bleibt als einzige Mannschaft bei der WM ohne Torerfolg. | | Neuseeland |
| 20. September 2007 um 14:00 Uhr (MESZ) in Tianjin (Tianjin-Olympic-Center-Stadion) | | |            |
| Zuschauer: 56.208                                                                  | | |            |
| Schiedsrichterin: Dagmar Damková ( Tschechien)                                     | | |            |

## Brasilien – Dänemark 1:0 (0:0)
| Brasilien                                                                    | Brasilien | Dänemark | Dänemark |
| ---------------------------------------------------------------------------- | --- | --- | -------- |
| Brasilien                                                                    | \| 20. September 2007 um 14:00 Uhr (MESZ) in Hangzhou (Hangzhou-Dragon-Stadion) \| \| Zuschauer: 43.817 \| \| Schiedsrichterin: Kari Seitz ( USA) \|                   | \| 20. September 2007 um 14:00 Uhr (MESZ) in Hangzhou (Hangzhou-Dragon-Stadion) \| \| Zuschauer: 43.817 \| \| Schiedsrichterin: Kari Seitz ( USA) \| | Dänemark |
| Brasilien                                                                    | Andréia Suntaque – Elaine, Tânia Maranhão, Daniela (88. Rosana), Formiga , Maycon, Marta, Cristiane (61. Pretinha), Monica, Simone, Ester Cheftrainer: Jorge Barcellos | Heidi Johansen – Mia Olsen, Katrine Pedersen , Gitte Andersen, Catherine Paaske Sørensen, Julie Rydahl Bukh (65. Johanna Rasmussen), Maiken With Pape, Anne Dot Eggers Nielsen, Mariann Knudsen (79. Merete Pedersen), Christina Ørntoft, Camilla Sand Andersen (65. Stine Kjær Dimun) Cheftrainer: Kenneth Heiner-Møller | Dänemark |
| Brasilien                                                                    | 1:0 Pretinha (90.+1') | | Dänemark |
| Brasilien                                                                    | Monica | Katrine Pedersen | Dänemark |
| Brasilien                                                                    | Besonderheiten: Als einziges Team des Turniers gewinnt Brasilien alle drei Spiele der Gruppenphase.                                                                    | | Dänemark |
| 20. September 2007 um 14:00 Uhr (MESZ) in Hangzhou (Hangzhou-Dragon-Stadion) | | |          |
| Zuschauer: 43.817                                                            | | |          |
| Schiedsrichterin: Kari Seitz ( USA)                                          | | |          |